# Lucrecia Méndez
Lucrecia Méndez de Penedo, née 21 juillet 1943 à Guatemela, est une professeure d'université guatémaltèque, essayiste, chercheuse et critique littéraire et artistique. Elle contribue à sauver une partie du patrimoine littéraire du Guatemala de l'obscurité.

## Biographie
Marta Lucrecia Méndez naît à Guatemela le 21 juillet 1943. Elle entreprend des études de lettres et reçoit en 1979 un diplôme de littérature espagnole et lettres de l'université de San Carlos de Guatemala, avec les félicitations du jury (cum laude). En 1997, elle obtient son doctorat en littérature de l'université de Sienne en Italie, de nouveau avec les félicitations du jury. Ses deux thèses de fin d'études sont des analyses de l'œuvre de Luis Cardoza y Aragón.
Lucrecia Méndez est professeur dans plusieurs universités guatémaltèques, dont son alma mater, l'université de San Carlos ; à l'Universidad del Valle de Guatemala ; et à l'université Francisco Marroquín. Elle enseigne également comme professeur invitée en Italie, en Espagne et aux États-Unis. Lucrecia Méndez est la vice-présidente académique de l'Université Rafael Landívar, où elle est aussi la vice-doyenne de la faculté des sciences humaines, la directrice du Département de philosophie et de littérature, la directrice des études supérieures, ainsi que la coordinatrice du programme de maîtrise en littérature latino-américaine.
Lucrecia Mendéz est à la fois organisatrice et participante de nombreux colloques, conférences et événements sur le devenir de l'enseignement supérieur. Elle est la représentante guatémaltèque de l'Institut d'enseignement supérieur d'Amérique latine et des Caraïbes de l'UNESCO (IESALC). Elle donne des conférences en Argentine, en Belgique, en Colombie, à Cuba, en France, en Italie, au Mexique, à Porto Rico, au Venezuela, ainsi que dans plusieurs endroits en Amérique centrale et aux États-Unis. Elle est également membre fondatrice de l'Agence centraméricaine d'accréditation postuniversitaire (ACAP), pour aider à normaliser l'accréditation dans la région.
En plus de son enseignement et de l'organiser des événements pédagogiques, Lucrecia Mendéz est écrivain. Elle est membre de plusieurs comités éditoriaux au Guatemala, au Mexique et en France. Son domaine de spécialisation est la littérature guatémaltèque ; elle publie des ouvrages sur Cardoza y Aragón, sur Miguel Ángel Asturias, sur Rafael Arévalo Martínez, sur Enrique Gómez Carrillo, sur Rafael Landívar.
Elle élabore également une anthologie en collaboration avec Aida Toledo, rassemblant et distinguant des nouvelles d'écrivaines guatémaltèques ; cette anthologie est intitulée Mujeres que cuentan, et publiée en 2000. En raison du manque d'informations et d'études sur l'écrivain guatémaltèque Miguel Angel Asturias, les efforts de Lucrecia Méndez pour sauver son œuvre de l'obscurité ont conduit récemment à la découverte à Paris de plusieurs de ses œuvres.
Lucrecia Méndez est membre à part entière de l'Académie guatémaltèque de la langue et membre de l'Académie royale espagnole. Elle a également une colonne bimensuelle dans la publication Prensa Libre , et elle publie de nombreux articles et des recensions, à la fois dans les journaux nationaux et internationaux, tels que Editorial Rin 78 et Revista Ístmica.

## Prix et reconnaissance
Les principaux prix et hommages décernés à Lucrecia Méndez sont :
- Ordre présidentiel Miguel Angel Asturias, Guatemala, Palais national de la culture, 2000.
- Marraine de l'Institut culturel italien, dont le siège est au Guatemala, 2001.
- Médaille Dante Alighieri, décernée par la Dante Alighieri Society, dont le siège est au Guatemala, 2002.
- Membre du Comité scientifique international de l'Association des archives de la littérature latino-américaine, caribéenne et africaine - XXe siècle, amis de Miguel Ángel Asturias, UNESCO, 2003.
- Programme de reconnaissance civique permanente Banque industrielle, en tant que représentant du Collège des sciences humaines à la Journée humaniste, 2003.
- Membre de l'ordre français des Palmes académiques, du Ministère français de l'Éducation, 2005.
- Prix « Stella Della Solidarietà » du président italien, 2006.

## Principales œuvres
- La indole polifacetica de Luis Cardozo y Aragon en Guatemala, las lineas de su mano, Guatemala, Universidad de San Carlos de Guatemala, 1979.
- Joven narrativa guatemalteca, Guatemala, Editorial Rin 78, primera edición, 1980. – Joven narrativa guatemalteca, Guatemala, Ministerio de Cultura y Deportes, 2e édition, 1990.
- Alfredo Gálvez Suarez: exposición, homenaje, Guatemala, Fundación PAIZ Guatemala, 1992.
- Letras de Guatemala, Guatemala, Fundación Paiz para la Cultura, 1993.
- Cardoza y Aragón: líneas para un perfil Guatemala: Ministerio de Cultura y Deportes, 1994.
- Mujeres que cuentan, co-écrit avec Aida Toledo, Guatemala, Universidad Rafael Landívar, 2000.
- Maladrón, doble ultraje al paraíso, Guatemala et México, Fondo de Cultura Económica, 2001.
- Archivos para teatro de Miguel Asturias, coordinatrice de la collection, Paris, Colección Archivos, Organisation des Nations unies pour l'éducation, la science et la culture, 2001.
- Arte naïf : pintura maya guatemalteca contemporánea, Guatemala, Fundación Paiz para la Educación y la Cultura, 2001.
- Memorie controcorrente : El Río, novelas de caballería di Luis Cardoza y Aragón, Rome, Bulzoni, 2001 (en italien).
- Cien años de magia: ensayos críticos sobre la obra de Miguel Angel Asturias, co-écrit avec Oralia Preble-Niemi, Guatemala, F & G Editores, 2006.
- El hilo del discurso Guatemala: Universidad Rafael Landívar, 2007.
- Cara Parens : ensayos sobre Rusticatio Mexicana, Guatemala, Universidad Rafael Landívar, 2009.